# Halcurias endocoelactis
Espèce
Halcurias endocoelactis est une espèce de la famille des Halcuriidae.

## Systématique
Le nom valide complet (avec auteur) de ce taxon est Halcurias endocoelactis Stephenson, 1918.

## Publication originale
- Stephenson, T. A. (1918). Coelenterata. Part I. - Actiniaria. Natural History Reports on British Antarctic ("Terra Nova") Expedition 1910 Vol. 5(1).